# Pensacola electa
Pensacola electa är en spindelart som beskrevs av Bryant 1943. Pensacola electa ingår i släktet Pensacola och familjen hoppspindlar. Inga underarter finns listade i Catalogue of Life.